# Гіпсуг
Гіпсуг (Hypsugo) — рід рукокрилих родини Лиликові (Vespertilionidae). Рід був відокремлений з роду Pipistrellus і включає майже 20 видів, з яких один (Hypsugo savii) живе в Європі, у т. ч. Україні.

## Етимологія
Наукова назва «Hypsugo» означає «народжений у повітрі»: дав.-гр. ὕψι — «у вишині, в повітрі» дав.-гр. γόνος — «зачаття, породження»; тому що вид Vespertilio (Hypsugo) savii Bonaparte, 1837 довгий час виявляли тільки в польоті. Назва Hypsugo введена Коленаті як підрід роду Vespertilio. Першими піднесли Hypsugo до рангу роду І. Горачек та В. Ганак у 1985—1986 рр., а згодом це було підтверджено біохімічними даними.
Серед пояснень назви також є таке: Hypsugo: грец. υψι — «вгору» й -«ugo» подібно Nannugo й Vesperugo.

## Загальні характеристики
Ці тварини досить малі, довжина голови й тіла становить 40–60 мм. Голова характеризується короткою, широкою мордою і короткими вухами. Забарвлення шерсті лежить у межах від піщаного до темно-бурого.
Кажани поширені в Євразії, Африці й Північній Америці. Вони живуть у різних місцях проживання, від пустель до тропічних лісів. Живляться головним чином комахами, в польоті. За спальні місця обирають щілини в будівлях, печери або порожнисті стовбури дерев.